# Bāgh-e Malek
Bāgh-e Malek (persiska: باغ ملک) är en kommunhuvudort i Iran.   Den ligger i provinsen Khuzestan, i den centrala delen av landet, 500 km söder om huvudstaden Teheran. Bāgh-e Malek ligger 708 meter över havet och antalet invånare är 20 844.
Terrängen runt Bāgh-e Malek är huvudsakligen kuperad, men den allra närmaste omgivningen är platt.Runt Bāgh-e Malek är det ganska tätbefolkat, med 60 invånare per kvadratkilometer. Bāgh-e Malek är det största samhället i trakten. Omgivningarna runt Bāgh-e Malek är i huvudsak ett öppet busklandskap.